# Pavel Haas

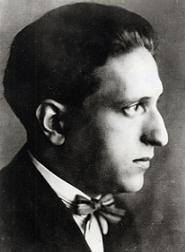
Pavel Haas

Pavel Haas, auch Paul Haas (geboren am 21. Juni 1899 in Brünn, Österreich-Ungarn; gestorben am 17. oder 18. Oktober 1944 im KZ Auschwitz-Birkenau), war ein tschechisch- und deutschsprachiger Komponist.

## Leben
Pavel Haas, ein Sohn des jüdischen Schuhmachers Zikmund und dessen aus Odessa stammender Frau Olga, geb. Epstein, wuchs mit Tschechisch als Familiensprache auf, besuchte aber eine deutschsprachige Grundschule in Brünn in Mähren. Vor einem Schulabschluss wechselte er 1913 an die Musikschule der „Beseda Brněnská“ in Brünn, wo er bis 1916 bei Anna Holubová (Klavier) und Jan Kunc (Musiktheorie) unterrichtet wurde. In dieser Zeit entstanden seine ersten Kompositionen. 1917 wurde er als Soldat zur Österreichisch-ungarischen Armee eingezogen. 1919 konnte seine Ausbildung an dem von Leoš Janáček neu gegründeten Brünner Konservatorium in der Tschechoslowakei bei Kunc und Vilém Petrželka (Klavier, Harmonielehre, Musiktheorie) fortsetzen. Von 1920 bis 1922 studierte er Komposition in der Meisterklasse von Leoš Janáček, als dessen bedeutendster Schüler er gilt.
Haas arbeitete zunächst im Schuhgeschäft seines Vaters sowie kurze Zeit als Korrepetitor in Brünn und Saarbrücken. Sein Bruder Hugo Haas, am Beginn einer erfolgreichen Karriere als Schauspieler, verschaffte Pavel/Paul Haas den Zugang zum Brünner Theater, für das er in den 1920er Jahren Bühnenmusik komponierte. In den 1930er Jahren schuf Haas Musik für Filme, in denen sein Bruder mitwirkte. Nach Janáčeks Tod wurde Haas 1929 Nachfolger als Vorsitzender des Mährischen Komponistenverbands.
Ab 1935 war er Privatlehrer für Musiktheorie und schließlich Musiklehrer an der Hochschule in Brünn und freischaffender Komponist. Er komponierte Auftragswerke für renommierte Ensembles wie das Mährische Streichquartett und das Mährische Bläserquintett sowie für den Rundfunk. Von seinen insgesamt mehr als fünfzig Werken gab Haas aber nur 18 Werken eine Opuszahl.
Am 17. Oktober 1935 ehelichte er die Ärztin Soňa Jakobson, die frühere Frau des Linguisten Roman Ossipowitsch Jakobson. 1937 wurde die gemeinsame Tochter des Ehepaares geboren.
Am 2. April 1938 wurde im Alten Theater am Wall in Brünn die dreiaktige Oper Der Scharlatan (Šarlatán) von Pavel Haas mit großem Erfolg uraufgeführt. Deren Libretto hatte Haas nach dem Roman von Josef Winckler Der Wunder-Doktor Johann Andreas Eisenbarth, im Volksmund auch als Quacksalber oder Scharlatan bezeichnet, selbst verfasst. Regie führte Rudolf Walter in der Ausstattung von František Muzika; Dirigent war Quido Arnoldi (1896–1958). Dieser Premiere folgten im Frühjahr 1938 noch fünf weitere Aufführungen.
Nach dem Münchner Abkommen im Oktober 1938 und der Besetzung des Sudetenlandes durch deutsche Truppen wurde die Oper Der Scharlatan vom Spielplan abgesetzt. Am 28. Januar 1939 sendete der tschechische Rundfunk noch mehrere Volkslieder von Haas aus dem Zyklus Od večera do rána (Vom Abend bis zum Morgen). Am 15. März 1939 marschierten deutsche Truppen in die restliche Tschechoslowakei ein und Adolf Hitler erklärte das annektierte Land zum Protektorat Böhmen und Mähren. Bald darauf wurde Haas’ Musik wegen seiner jüdischen Abstammung verboten und sowohl ihm, der auch als Musikjournalist für die Zeitung Národní noviny tätig war, als auch seiner nichtjüdischen Frau, die als Ärztin gearbeitet hatte, jegliche Erwerbstätigkeit untersagt. Seinem Bruder, dem Schauspieler Hugo Haas, und dessen Frau gelang 1939 die Flucht über Frankreich in die USA; sie ließen jedoch ihren gemeinsamen, kurz zuvor geborenen Sohn bei Pavel Haas und seiner Frau Sonia zurück, der als deren Sohn registriert wurde. Am 13. April 1940 wurde Pavel Haas von seiner Frau geschieden, um ihr Leben und das ihrer gemeinsamen Tochter vor weiterer Verfolgung zu schützen. Daraufhin konnte seine Frau, da sie als „Nichtjüdin“ galt, wieder als Ärztin arbeiten und sicherte den Lebensunterhalt der Familie.
Am 2. Dezember 1941 wurde Pavel Haas mit Transport G-731 in das KZ Theresienstadt deportiert, wo er später mit anderen Komponisten und Musikern wie Hans Krása oder Victor Ullmann zusammentraf. Als er seine anfänglichen Depressionen überwunden hatte, fügte er sich in das reichhaltige Musikleben des Lagers ein und komponierte für die Theresienstädter Künstler und Laienchöre. Ermuntert dazu wurde er u. a. durch Gideon Klein. Seine erste im Lager erstellte Komposition war Al S’fod, ein Chorwerk für vier Männerstimmen nach einem während arabischer Erhebungen gegen die jüdischen Besiedlung Palästinas zwischen 1936 und 1939 verfassten Gedicht des jüdisch-russischen Schriftstellers David Shimoni. Von seinen mindestens acht Kompositionen aus dieser Zeit haben sich nur drei erhalten: die Studie für Streichorchester, die Vier Lieder nach Worten chinesischer Poesie und Al S’fod.
Nachdem die Nationalsozialisten kulturelle Aktivitäten im Lager Theresienstadt zuerst nur geduldet hatten, gingen sie Anfang 1942 dazu über, Künstler vom allgemeinen Arbeitsdienst zu befreien, damit sie ihrer Berufung weiterhin folgen konnten. Auf diese Weise sollten sie dem Lager zu kulturellem Glanz verhelfen. Dahinter steckte die Absicht, Theresienstadt zum Vorzeigeghetto zu machen, um es propagandistisch als „Gegenbeweis“ angesichts umlaufender Gerüchte vom Massenmord an den Juden benutzen zu können. Das erste Werk von Haas, das im Lager aufgeführt wurde, war Vier Lieder auf Worte der chinesischen Poesie am 22. Juni 1944. Am 23. Juni 1944 wurde das Lager vom Internationalen Komitee vom Roten Kreuz (IKRK) besichtigt. Anlässlich dieses Besuches im Vorzeigeghetto wurde Haas’ Studie für Streichorchester von Karel Ančerl uraufgeführt. Der Dirigent konnte das Notenmaterial für die Streicher retten, aus dem er später die Partitur rekonstruierte. Danach entstand Kurt Gerrons Film Theresienstadt, in dem auch Pavel Haas kurz zu sehen ist. Nach Abschluss dieser Propagandaaktionen verfügten die Nationalsozialisten im Oktober 1944, kurz vor Ende des Zweiten Weltkriegs, die Einstellung aller künstlerischen Aktivitäten und deportierten am 16. Oktober viele Künstler, darunter auch Haas und seinen Freund, den Pianisten Bernhard Kaff, in das Vernichtungslager Auschwitz, wo er an einem der darauffolgenden Tage ermordet wurde.
Seine Musik geriet zunächst in Vergessenheit. Erst etwa ein halbes Jahrhundert später setzte ihre Wiederentdeckung ein. Sein musikalischer Nachlass befindet sich in der Musikabteilung des Mährischen Landesmuseums in seiner Geburtsstadt Brünn.
Das 2002 gegründete Pavel Haas Quartet widmet sich der Aufführung seiner musikalischen Werke.

## Stolperstein

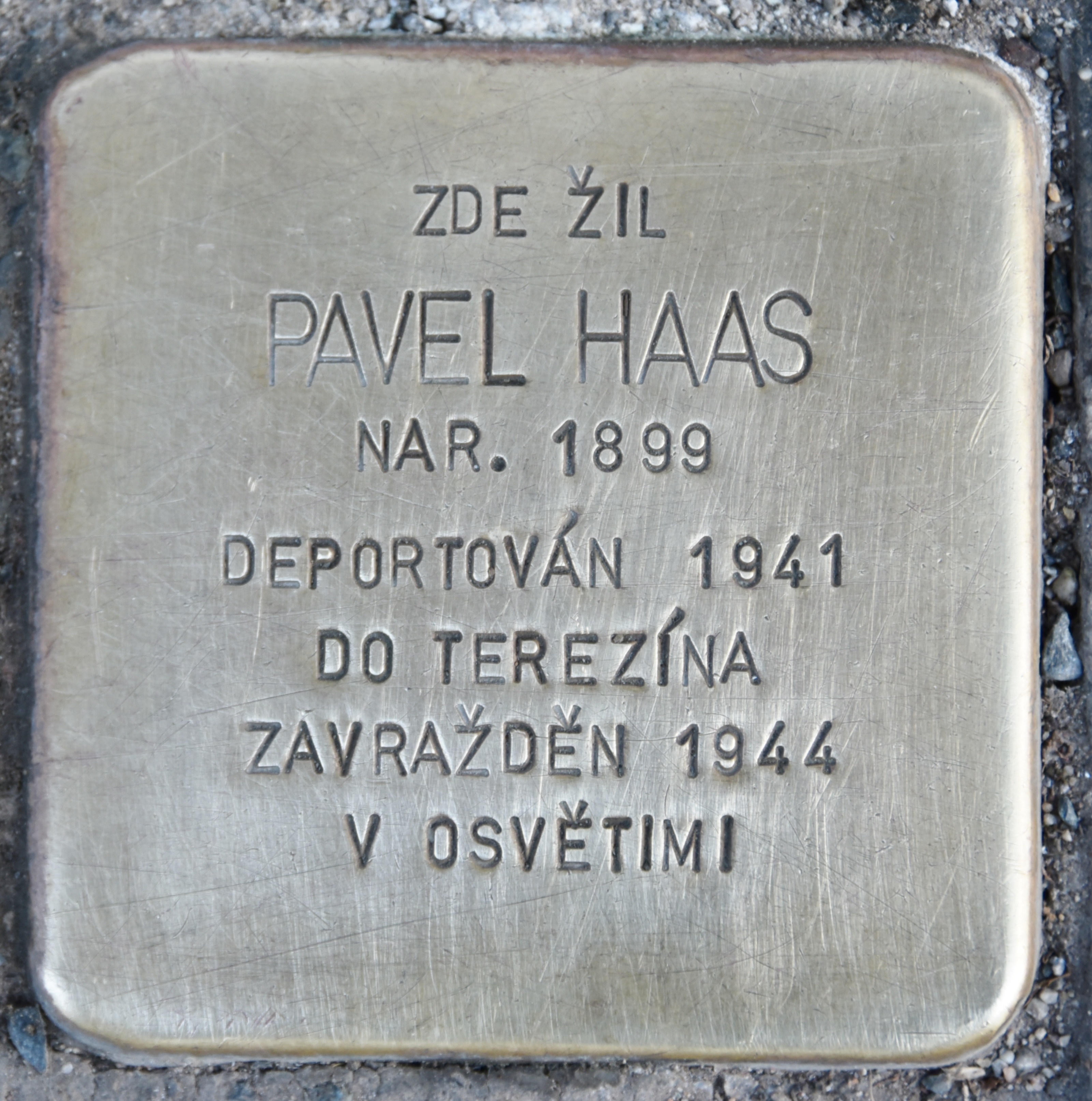
Stolperstein für Pavel Haas in Brünn

Am 17. September 2014 wurde vor dem Haus ul. Smetanova 630/28 in Brünn, wo Pavel Haas zuletzt wohnte, für ihn ein Stolperstein gelegt.
Der Stolperstein trägt den folgenden Text (hier mit einer Übersetzung):
| ZDE ŽIL PAVEL HAAS NAR.1899 DEPORTOVÁN 1941 DO TEREZÍNA ZAVRAŽDĚN 1944 V OSVĚTIMI | HIER LEBTE PAVEL HAAS GEB. 1899 DEPORTIERT 1941 NACH THERESIENSTADT ERMORDET 1944 IN AUSCHWITZ |

## Auszeichnungen
- Preis der Smetana-Stiftung für seine Oper Šarlatán
- Benennung einer Straße in Brno-Žabovřesky
- Ehrenbürgerschaft der Stadt Brünn (2000)[12]

## Werk
Pavel Haas gilt heute allgemein als bedeutendster Schüler Janáčeks, dessen Einfluss besonders in Frühwerken wie dem Scherzo triste für Orchester (1921) unüberhörbar ist. Später kamen Elemente des neoklassizistischen Stils dazu, die von Igor Strawinsky beeinflusst wurden. Daneben schmilzt Haas auch gelegentlich Jazz-Elemente, böhmisch-mährische Volks- und Kirchenlieder sowie synagogale sakrale Gesänge und jüdische Volksweisen in seinen Kompositionsstil ein. Dieser ist polytonal und polyrhythmisch geprägt und zeichnet sich durch starke Expressivität und musikantische Vitalität aus.
Das Gesamtverzeichnis seiner Werke ist unter den Weblinks einsehbar. Weiters wird sein Werk durch die Verlage Boosey & Hawkes, Tempo/Bote & Bock (Prag/Berlin) und durch den „Ceský hudebni fond“ (Kulturfond für Musik der Tschechischen Republik) veröffentlicht.

### Kompositionen
- Bühnenwerk
  - Šarlatán (Der Scharlatan); Libretto vom Komponisten nach der Vorlage Doctor Eisenbart von Josef Winckler, tragikomische Oper in 3 Akten (1934–37)
UA: 2. April 1938 im Alten Theater am Wall in Brünn; deutsche Fassung des Librettos von Herbert Thomas Mandl und Jaroslava Mandl (Tschechische Nationalbibliothek 1993). Historische Vorlage für die Hauptfigur ist Johann Andreas Eisenbarth.
- Orchesterwerke
  - Scherzo triste (Zesmutnělé scherzo) op. 5, für großes Orchester (1921); UA: 12. November 1926 in Brünn
  - Rundfunk-Ouvertüre (Předehra pro rozhlas) op. 11, für kleines Orchester, Männerquartett und Rezitation (1930/31); Erstsendung: 2. Juni 1932, Rundfunk Brünn
  - Suite aus der Oper Der Scharlatan op. 14 (1936); Erstsendung: 14. Juni 1937, Rundfunk Brünn
  - Symphonie für großes Orchester, 3 Sätze, unvollendet (1940/41)
2. und 3. Satz 1994 von Zdeněk Zouhar instrumentiert
  - Studie für Streichorchester (1943); UA: 23. Juni 1944 anlässlich des Besuches des IKRK im KZ Theresienstadt; Dirigent: Karel Ančerl
- Kammermusik
  - Klavierquartett in F-Dur (1914; 3 Sätze; Schluss verloren)
  - Sonate für Violine und Klavier (1916).
  - Streichquartett Nr. 1 op. 3 (1920).
  - Streichquartett Nr. 2 op. 7 („Aus den Affenbergen“ / „Z opičích hor“), 4. Satz mit Schlagzeug ad libitum (1925).
  - Bläserquintett op. 10 (1929).
  - Streichquartett Nr. 3 op. 15 (1937/38)
  - Suite für Oboe und Klavier op. 17 (1939).
- Klaviermusik
  - Drei Klavierstücke (1919).
  - Suite op. 13 (1935); UA: 10. Februar 1936 in Wien
  - Geflüster (Šeptem), Klavierstück (1936); UA: 30. November 1936 in Brünn
  - Allegro moderato (1938).
  - Variationen für Klavier und Streichorchester (Theresienstadt 1944; verloren)
- Vokalwerke

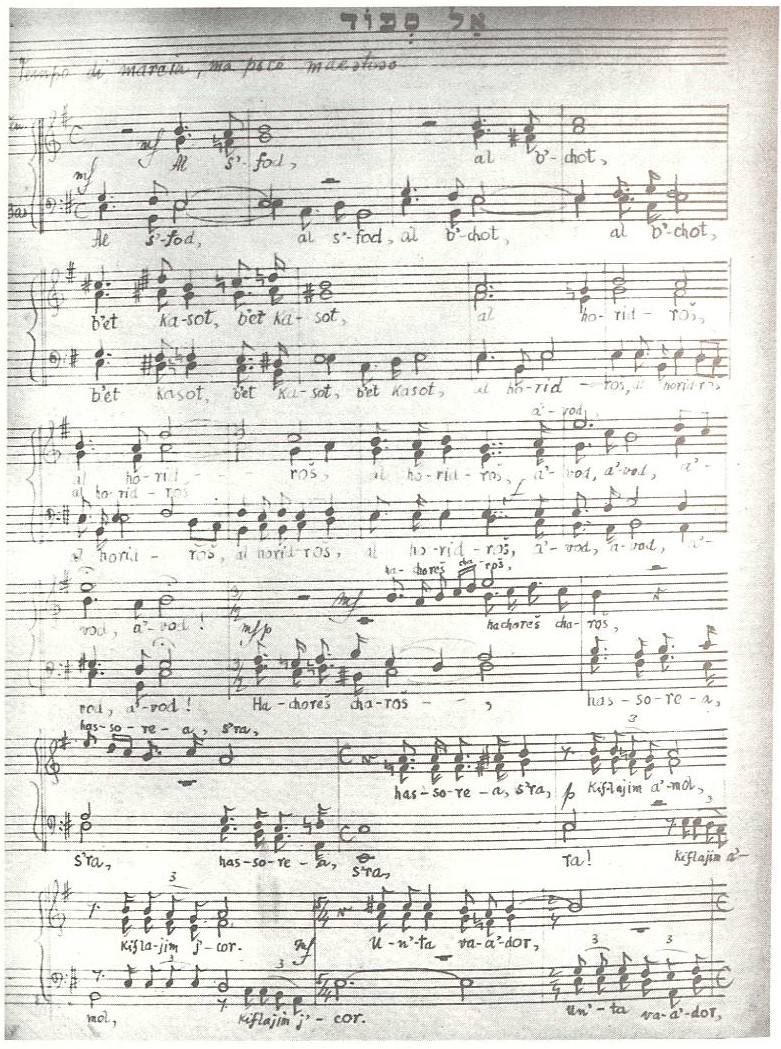
Al s'fod (1942)

- - Sechs Lieder im Volkston (Šest písní v lidovém tónu) op. 1, für Sopran und Klavier (1918/19) oder Orchester; UA: 29. Mai 1922 in Brünn

  1. Pada dišč
  2. Lietala, gálala
  3. V mikulášské kompanii
  4. Ty falešná falešnica
  5. Zapadá slniečko
  6. Bodaj by vás …

  - Drei Lieder (Tři písně) op. 2, für Sopran und Klavier nach Worten von Josef Svatopluk Machar (1919/20); UA: 25. März 1922 in Brünn

  1. Sentimentalita večera
  2. Duma
  3. Zimni komická píseň

  - Drei chinesische Lieder (Tři čínské písně), op. 4, nach Worten chinesischer Dichter: Kao Shi, Tsui Hao, Thu Fu; 1921; UA: 24. April 1922 in Brünn

  1. Smutek
  2. Na řece Jo-Yeh
  3. Jarní déšť

  - Fata Morgana op. 6, für Tenor und Klavierquintett nach einem Text von Rabindranath Tagore (deutsch von Michael Epstein; 1923); UA: 10. November 1924 in Brünn
  - Die Auserkorene (Vyvolená) op. 8, drei Lieder nach Worten von Jiři Wolker für Tenor, Flöte, Violine, Horn und Klavier (1927).

  1. Der ferne Geliebte (Vzdalena mila)
  2. Am Namenstag meiner Geliebten (K svatku milé)
  3. Das Grab (Haj)

  - Karneval (Carnival) op. 9, für Männerchor nach Worten von Dalibor Chalupa (1928/29); UA: 17. Oktober 1931 in Kopřivnice
  - Lied aus dem Schauspiel Die Schwester Jaeko von Oldrich Zemek für Gesang und Gitarre (1932).
  - Psalm 29 (Žalm 29) op. 12, für Bariton, Frauenchor, Orgel und kleines Orchester (1931/32); UA: 13. März 1933 in Brünn
  - Vom Abend zum Morgen (Od večera do rána) op. 16, Bearbeitung slowakischer Volkslieder für Gesang und Orchester (1938)
(Dieses Werk war die letzte öffentlich dargebotene Komposition von Haas zu seinen Lebzeiten: sie wurde im Tschechischen Rundfunk am 28. Januar 1939 ausgestrahlt.)
  - Sieben Lieder im Volkston (Sedm písní v lidovém tónu) op. 18, für hohe Stimme und Klavier nach Worten von František Čelakovský (1939/40); UA: 23. Januar 1946 in Brünn

  1. Vergeltung (Což je víc!)
  2. Liebesgeschenk (Dárek z lásky)
  3. Turteltäubchen (Krotká holubička)
  4. Gebrochenes Versprechen (Zrušení slibu)
  5. Zusage (Přípověď)
  6. Tränen und Seufzer (Slzy a vzdychání?)
  7. Tapfer Bursche (Statečný jonák)

  - Al S’fod (Klage nicht; in hebräischer Sprache), Männerchor nach Worten von David Shimoni (1942).
  - Vier Lieder nach Worten chinesischer Poesie (Čtyři písně na slova čínské poezie), für Bariton und Klavier nach Worten chinesischer Dichter: Wei Jing Wu, Wang Wei, Tchang Tiou Ling und Han I in der Übertragung von Bohumil Mathesius für Bass und Klavier (Theresienstadt 1944); UA: 22. Juni 1944 in Theresienstadt mit Karel Berman und Rafael Schächter

  1. Ich vernahm Wildgänse (Zaslech jsem divoké husy)
  2. Im Bambushain (V bambusovém háji)
  3. Fern ist der Mond der Heimat (Daleko měsíc je domova)
  4. Durchwachte Nacht (Probděná noc)

  - Drei Lieder mit Bläserquintett und Chören (Theresienstadt 1944, verloren).
- Schauspielmusiken für das Brünner Landestheater
  - R.U.R. von Karel Čapek (1921); UA: 9. April 1921
  - Das Ende der Petrowskys von G. M. Vyskočil (Konec Petrovských; 1923); UA: 31. Januar 1923.
  - Woyzeck von Georg Büchner (1923) verschollen
  - Der fröhliche Tod von Nikolaj Jevrejnov (Veselá smrt; 1925); UA: 6. November 1925, verschollen
  - Pulcinelovo vítezství von Zavadil (1925/26); UA: 22. Januar 1926, verschollen
  - Der schwarze Troubadour (Černý troubadúr, Theateradaption des Films Der Jazzsänger nach der Erzählung The Day of Atonement von Samson Raphaelson; 1928); UA: 18. August 1928
- Filmmusik
  - So ein Hundeleben (Život je pes; 1932/33; in der französischen Adaption: Le mari rêvé; 1936)
  - Das Lieblingskind (Mazlíček; 1934)
  - Die Glucke (Kvočna; 1937; mit seinem Bruder Hugo als Darsteller)

### Schriften
- Über moderne Musik (23. Oktober 1933)
- Eine neue tschechische Oper zum ersten Mal in Brünn (26. März 1938)

## Diskografie
Eine umfassende Diskografie ist unter den Weblinks einsehbar.
- Studie für Streichorchester. CD Forbidden Not Forgotten. Suppressed Music from 1938–1945. Orchestra di Padova e del Veneto u. a.; Hommage GmbH Musikproduktion Hamburg 1995.
- Bläserquintett op. 10, Klaviersuite op. 13, Suite für Oboe und Klavier op. 17, Vyvolená (Die Auserkorene) op. 8. Jörg Dürmüller, Dennis Russell Davies, Monika Hölszky-Wiedermann, Stuttgarter Bläserquintett; Orfeo 1996 (Reihe Musica Rediviva).
- Orchesterwerke (Scherzo triste, Suite aus der Oper Šarlatán, Symphonie). Philharmonisches Orchester Brünn, Israel Yinon; Koch 1996 und 2005 (Neuauflage bei Koch/Universal).
- Streichquartette Nr. 1–3. Kocian Quartett; Praga 1999.
- Šarlatán. Staatsopernorchester Prag und der Philharmonischer Chor Prag unter Israel Yinon. Mit Vladimir Chmelo (Dr. Pustrpalk), Anda-Louise Bogza (Rozinda), Miroslav Svenda (Bakalar), Leo Marian Vodicka (Kyska), Ladislav Mlejnek (Pavucina), Jitka Svobodová (Amaranta), Jiri Kubik (Jochimus). Decca 460 042-2 (Live-Mitschnitt 1.–6. Juni 1997; 1998 und Neuauflage 2002).[13]
- Streichquartett Nr. 2. Casal-Quartett; Mill Records 1998.
- Streichquartett Nr. 2. Petersen Quartett; EDA 2002.
- Streichquartett Nr. 2. Pavel Haas Quartett; Supraphon 2006.
- Streichquartette Nr. 1 und 3. Pavel Haas Quartett; Supraphon 2007.
- Streichquartett Nr. 2. Adamas Quartett; Gramola 2013.
- Vier Lieder nach Worten chinesischer Poesie. CD Terezín/Theresienstadt. Anne Sofie von Otter und Christian Gerhaher (Gesang), Bengt Forsberg und Gerold Huber (Klavier). Deutsche Grammophon 2007.
- Vier Lieder nach Worten chinesischer Poesie. KZ Musik-CD 4. Mario Muccitto, Laura Aprile, Petr Matuszek, Francesco Lotoro. harmonia mundi 2008.
- Vier Lieder nach Worten chinesischer Poesie. CD Theresienstadt: Die Musik 1941–44, Karel Průša and Jiří Pokorný. Romantic Robot 1991.